# هانس فنینگر
هانس فنینگر (انگلیسی: Hans Pfenninger; ۱۶ سپتامبر ۱۹۲۹ – ۱۷ دسامبر ۲۰۰۹) دوچرخه‌سوار اهل سوئیس بود.